# 케이트 휴렛

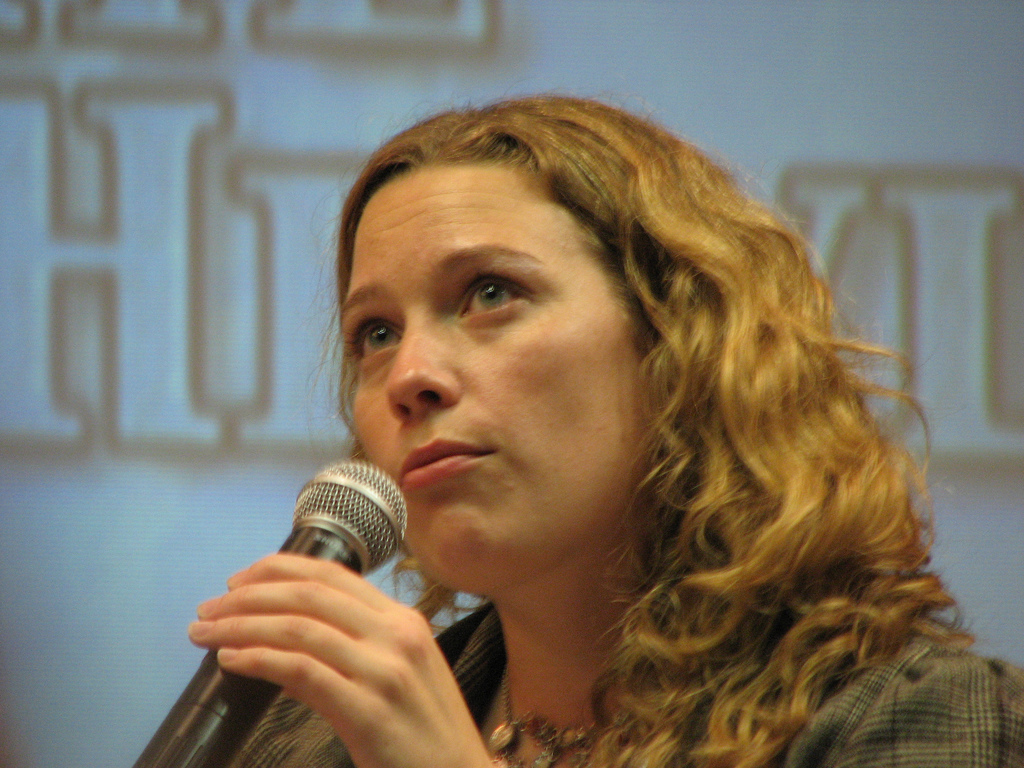

케이트 휴렛(Kate Hewlett, 1976년 12월 17일 ~ )은 캐나다의 배우, 영화배우, 텔레비전 배우이다.
토론토에서 태어났다.

## 방송
- 스타게이트 아틀란티스 4
- 스타게이트 아틀란티스 3

## 영화
- 디버그: 슈퍼컴퓨터 VS 천재해커 (2014년)
- 섹스 애프터 키즈 (2013년)
- 지저스 헨리 크리스트 (2011년) - 앨리스 오하라 역
- 독스 브렉퍼스트 (2007년)
- 다크 워터 (2005년)

## 같이 보기
- 데이비드 휼렛